# Bredét
Bredét (románul: Brădet) falu Romániában Kovászna megyében. Közigazgatásilag Bodzaforduló része.

## Etnikai összetétel
2002-ben 848 lakójának 99,9%-a románnak vallotta magát.

## Vallás
A döntő többség ortodox vallású.